# 樊尚·热
樊尚·热（法語：Vincent Jay，1985年5月18日—），法国男子冬季两项运动员。他曾代表法国参加2010年冬季奥林匹克运动会冬季两项比赛，获得一枚金牌和一枚铜牌。